# Boente (Santiago)
Boente ist ein Ort am Jakobsweg in der Provinz A Coruña der Autonomen Region Galicien in Spanien. Administrativ gehört er zu Arzúa. Weitere Ortsteile sind Boente de Arriba (wörtlich: „Oberes Boente“, nördlich gelegen) und Boente de Abaixo (wörtlich: „Unteres Boente“, südlich gelegen).
Die Pfarrkirche (Iglesia de Santiago Apostol) ist dem Apostel Jakob geweiht.
Bravo Lozano vermutet ob der Wahl des Kirchenpatrons und der Erwähnung durch Aimeric Picaud im Jakobsbuch, dass Boente ein für die Jakobswallfahrt wichtiger Ort auf galicischem Boden gewesen sein muss.
Sehenswürdigkeiten sind die Pfarrkirche mit einer schönen Darstellung Jakobi in sitzender Position (apostol sedente) sowie der restaurierte Saleta-Brunnen mit Wegkreuz (Cruceiro).